# Girolamo Benzoni
Pour les articles homonymes, voir Benzoni.
 (février 2011).
Si vous disposez d'ouvrages ou d'articles de référence ou si vous connaissez des sites web de qualité traitant du thème abordé ici, merci de compléter l'article en donnant les références utiles à sa vérifiabilité et en les liant à la section « Notes et références ».
Girolamo Benzoni (né à Milan vers 1519, la date et lieu de sa mort étant mal connus) est un historien italien.

## Biographie
Il part vers l'Amérique en 1541 et visite successivement les Antilles, l'Isthme de Panamá, le Guatemala et la côte ouest de l'Amérique du Sud. Il rentre en Espagne puis en Italie en 1556. Peu de choses nous sont connues sur sa vie.
Des allusions dans son livre suggèrent que son principal but dans le Nouveau Monde était le commerce mais ce n’est pas certain.

## Travaux
Benzoni, bien que n'étant pas mauvais dans ce qu'il entreprenait, avait une haine invétérée envers les Espagnols et leur gouvernement, et en retour de la protection que les autres nations lui donnèrent et pour les faveurs qu'il était contraint de reconnaître à contrecœur, écrivit et publia un livre de diatribes et d'accusations contre l'empire espagnol en Amérique. Il contient des détails intéressants à propos des pays qu'il visita, mais est rempli d'erreurs dans des fausses déclarations intentionnelles. Ce que Benzoni précisa sur les Antilles est une maladroite réécriture de Bartolomé de Las Casas. Ses rapports sur la Conquête de l'Empire aztèque et sur la Conquête de l'Empire inca sont remplis de fautes.
Le livre de Benzoni Historia del Mondo Nuovo a été publié à Venise en 1565. Il le dédicaça à Pie IV. C'était le moment où la controverse concernant le traitement fait aux Amérindiens était la plus forte, et un travail écrit par une personne qui retournait juste du Nouveau Monde après y être resté 15 ans ne pouvait qu'attirer l'attention. En écrivant ce livre, aucune critique ne fut proférée contre lui, ce n'était pas dans l'esprit du moment.
Les ultra-philanthropes trouvaient Benzoni comme une aide bienvenue, et les nations étrangères, toutes plus ou moins liguées contre l'Espagne qui désiraient enlever sa maîtrise totale des Indes, adoptèrent ses déclarations radicales et ses accusations extrêmes. Plusieurs éditions ont été publiés de suite ; et des traductions ont été faites dans différents langages.
Intrinsèquement, le livre a peu de mérite, sauf quand il présente et décrit des faits vécus par l'auteur lui-même. Mais même ceux-ci ne sont pas toujours fidèlement reportés. Cette œuvre pourrait alors être nommée comme étant un document controversé parce qu'il contient une violente hostilité et une partialité importante. Benzoni ne fait pas remarquer les circonstances atténuantes, et ignore ce qui est bon quand ça ne lui plaît pas.
Benzoni écrit parfois comme un commerçant déçu, et toujours comme un homme avec une éducation limitée et des visions simplistes. The Historia a été réimprimé en 1572, et traduite en français par Eustache Vignon en 1579. À part des annotations futiles et aussi partiales que le livre lui-même, la traduction anglaise, History of the New World by Girolamo Benzoni (faite à Londres 1857), par la société Hakluyt, est sûrement la meilleure.